# إنجرسول راند
إنجرسول راند هي شركة تصنيع صناعي متنوع يقع مقرها في أيرلندا عام 1905 عن طريق اندماج شركة إنجرسول - سيرجينت للحفر وشركة راند الحفر . يقع مقرها الرئيسي في السيوف بأيرلندا.
تعد شركة إنجرسول راند مكونًا من مؤشر إس و بي 500 منذ عام 2010 ، لتحل محل باكتيف في 16 نوفمبر 2010. 

## روابط خارجية
- الموقع الرسمي